# Halone recurviloba
Halone recurviloba là một loài bướm đêm thuộc phân họ Arctiinae, họ Erebidae.